# Stourbridge
Stourbridge – miasto w dystrykcie metropolitalnym Dudley, w hrabstwie West Midlands w Anglii. W przeszłości należące do Worcestershire Stourbridge było centrum produkcji szkła.
W 2001 roku miasto liczyło 55 480 mieszkańców.